# غاز عادم

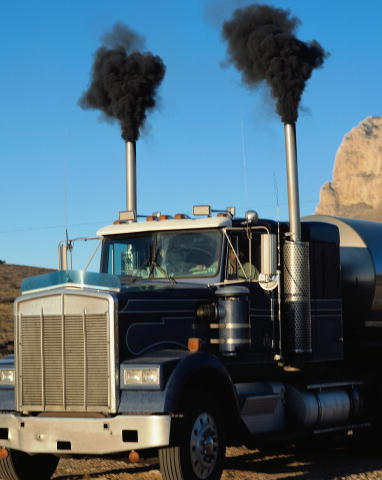
شاحنة تعمل بالديزل تبعث غاز العادم الغني بالجسيمات السوداء عند بدء تشغيل محركها.

غاز العادم انبعاث ناتج عن احتراق الوقود كوقود السيارات والغاز الطبيعي\البترول، ووقود الديزل الحيوي وزيت الوقود والديزل والفحم الحجري. يتم إطلاق هذه الغازات إلى الجو حسب نوع المحرك، من خلال أنبوب العادم أو فوهة الدفع. تتشتت الغازات المنبعثة بفعل الرياح.
غاز العادم هو أحد المكونات الرئيسية في «انبعاثات السيارات» (ومحركات الاحتراق الداخلي) والتي يمكن أن تشمل أيضاً:
- الانبعاث من علبة ذراع التدوير
- التبخّر البنزين غير المستخدم

تساهم انبعاثات عوادم السيارات في تلوث الهواء، وهي إحدى المكونات الأساسية في تكوين الضبخان في بعض المدن الكبرى. في دراسة اجراها معهد ماساتشوستس للتقنية عام 2013، تبين أن حوالي 53000 حالة وفاة مبكرة تحدث سنوياً في الولايات المتحدة وحدها بسبب انبعاثات المركبات. ووفقاً لدراسة أخرى أجريت في الجامعة ذاتها، تبين أن الأبخرة الناجمة عن حركة المرور وحدها تتسبب في وفاة 5000 شخص سنوياً في المملكة المتحدة فقط.

## التركيب
الجزء الأكبر من غاز الاحتراق هو نيتروجين (N2)، وبخار الماء H2O) (باستثناء الوقود نقي الكربون) وثاني أكسيد الكربون (CO2)؛ هذه الغازات ليست سامة أو ضارة (على الرغم من أن ثاني أكسيد الكربون هو من غازات الدفيئة التي تساهم في زيادة الاحترار العالمي. جزء صغر نسبياً من غاز الاحتراق هو عبارة عن مواد ضارة أو سامة غير مرغوب فيها كأول أكسيد الكربون الناتج عن الاحتراق غير الكامل، والهيدروكربونات (ورمزها CxHy) وبعض الوقود غير المحترق وأكسيد النيتروجين (NOx) والجسميات الأخرى كالسناج.

## طالع أيضاً

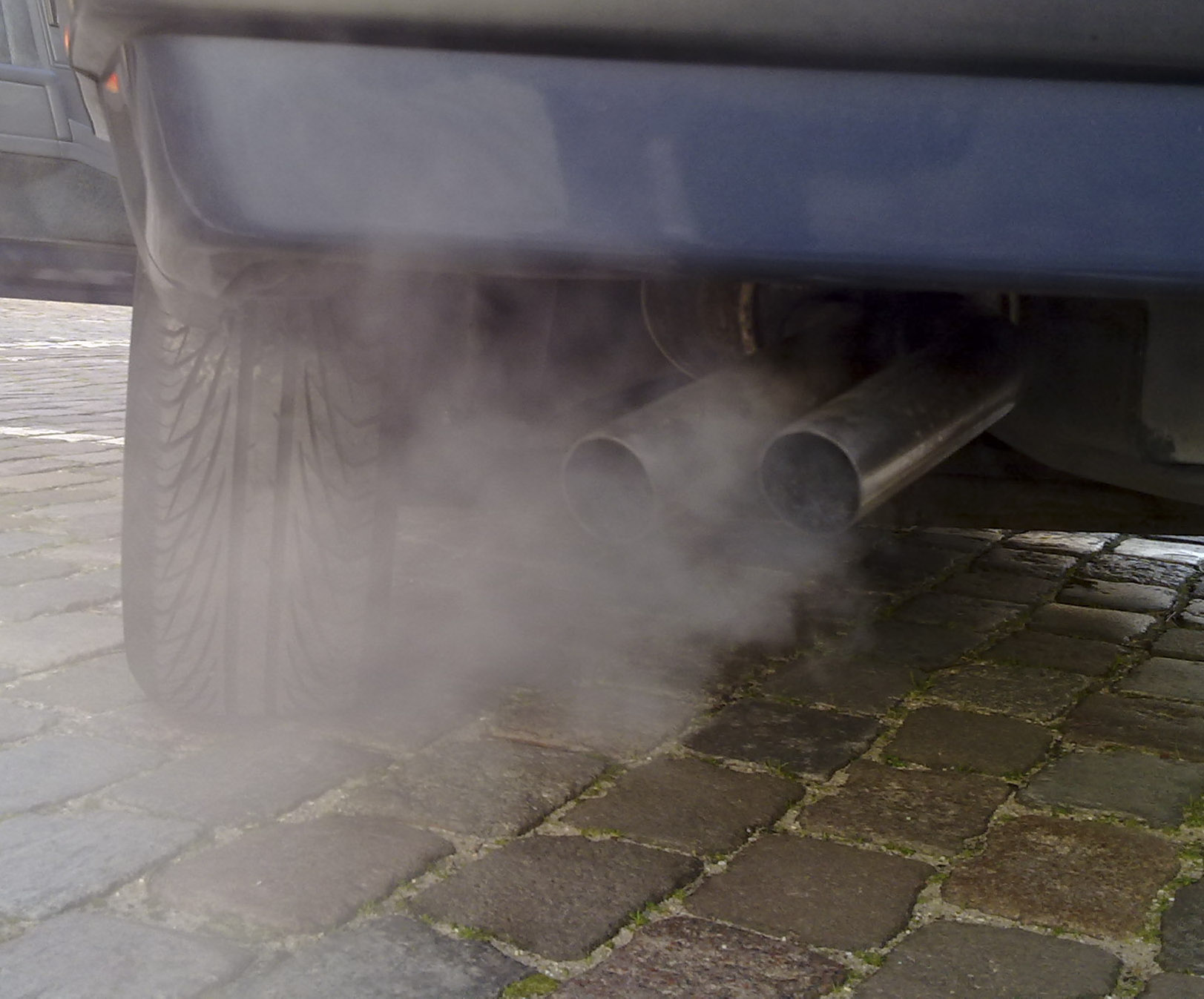
عوادم السيارات